# Cathay
Cathay, auch Cataya, Cathaia, Kathai oder Kitai und ähnlich, ist der alte, von Marco Polo in seinem Reisebericht „Il Milione“ verwendete Name für China, insbesondere für Nordchina. Die Bezeichnung leitet sich vom Reich der Kitan ab. Die heute anerkannte Theorie, dass Marco Polos Cathay und China dasselbe Land bezeichnen, hat Matteo Ricci im Jahr 1601 entwickelt. Einige Historiker gehen jedoch davon aus, dass Diego de Pantoja bereits im Jahr 1590 diesen Zusammenhang herstellte.
Ende des 15. Jahrhunderts verwendete Matteo Boiardo den Begriff in seinem Versepos Orlando innamorato als Herkunftsangabe für die heidnische Prinzessin Angelica und führte ihn damit in die romantische Literatur seiner Zeit ein. Mit der Fortsetzung dieses Werks, Ludovico Ariostos Rasendem Roland, wurde er zum festen Bestandteil der europäischen Romanzendichtung.
Heute wird er als Namensbestandteil von verschiedenen Unternehmen benutzt, darunter die Fluggesellschaft Cathay Pacific, eine Uhrenmarke und die Reihe edition cathay im Projektverlag. Das Wort Kitai (bzw. Kytaj oder Kitajska) als übliche Bezeichnung für China gibt es heute noch in vielen Sprachen Osteuropas und der ehemaligen Sowjetunion, so im Bulgarischen, Kasachischen (Қытай), Ossetischen und Tschuwaschischen, Russischen (Китай), Slowenischen (Kitajska), Ukrainischen und Belarussischen (Кітай).